# گادلگارایوو
گادلگارایوو (انگلیسی: Gadelgareyevo) یک شهرک در شهرستان بورزیانسکی باشقیرستان کشور روسیه است.